# ミー・アット・ザ・ズー
『ミー・アット・ザ・ズー』（英語: Me at the zoo）は、動画投稿サイトYouTubeに投稿された最初の動画である。この動画は2005年4月23日20時31分52秒（PDT。UTCでは2005年4月24日3時31分52秒）に、YouTubeの創設者の1人であるジョード・カリムが「jawed」というアカウント名で投稿したもので、カリムの高校時代の友人であるヤコフ・ラピツキー (Yakov Lapitsky) によって撮影されたものである。
内容はアメリカ合衆国カリフォルニア州サンディエゴのサンディエゴ動物園で撮影された19秒の映像で、象舎で展示されている象の前で、象の「すごくすごくすごく長い鼻」に関心を寄せているカリムの様子が動画に収められている。

## 内容
動画にはハイキングジャケットを着たカリムと、その後ろで干し草を鼻で探る2頭の象が映っている。カリムは後ろの象に顔を向けつつ、カメラに向かって他愛もない話をする。動画の途中には子供の声やヤギの鳴き声が聞こえる。
カリムの話の内容は以下の通り。
原文（英語）
All right, so here we are in front of the, uh, elephants, and the cool thing about these guys is that, is that they have really, really, really long, um, trunks, and that's, that's cool, and that's pretty much all there is to say.
日本語訳の例
さて、象の前にいます。こいつらの好きなところは、すごくすごくすごく長い、えー、鼻を持っているところ。格好良いよね。とりあえずそれくらいかな。

## 背景
YouTubeはPayPalの従業員であったジョード・カリム、チャド・ハーリー、スティーブ・チェンによって2005年2月14日に設立された。本動画が投稿されたのはそれから2か月ほど後のことである。当時のサイトは非公開であり、同年5月にベータ版が公開、11月に正式にサービスを開始した。

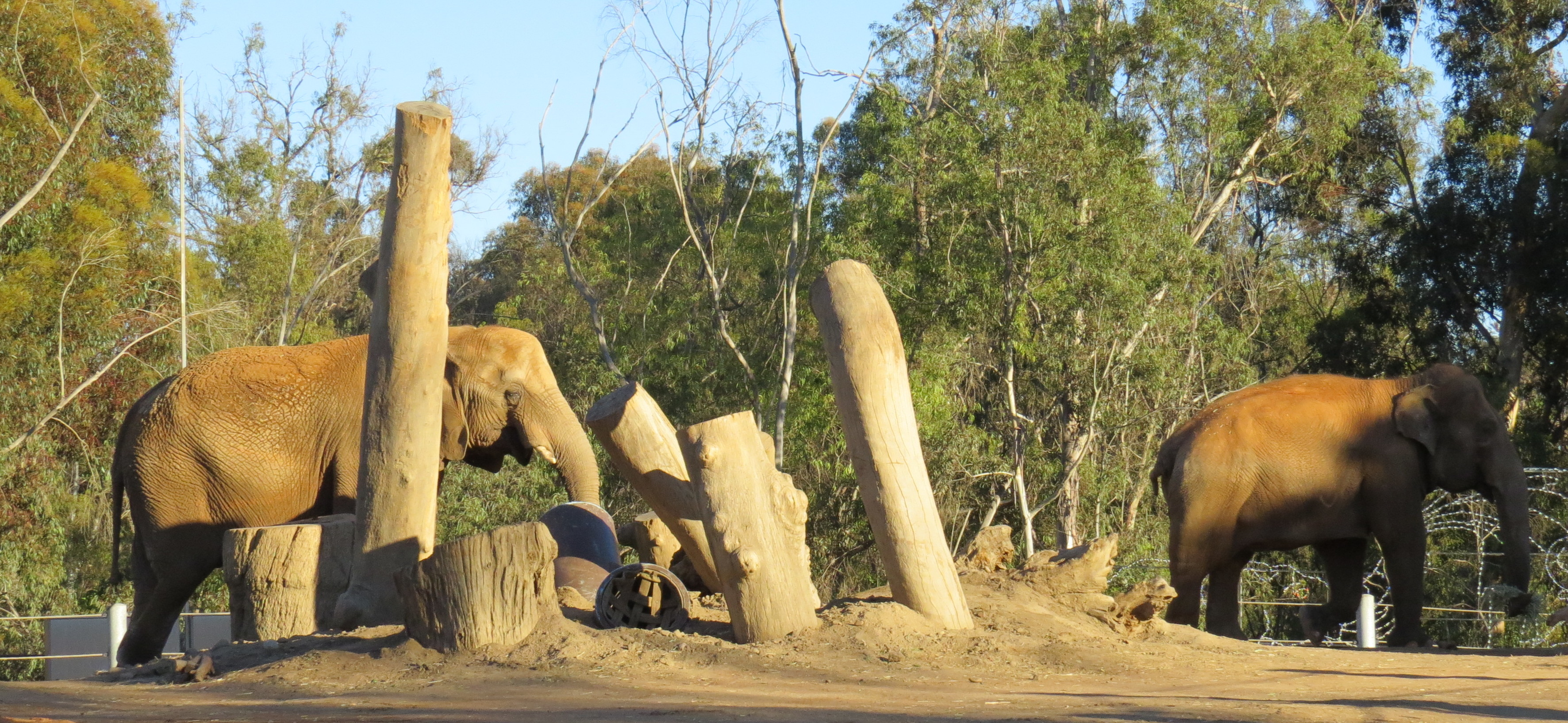
ミー・アット・ザ・ズーで語られたサンディエゴ動物園の象

「jawed」のアカウントは動画の投稿日と同じ日に作成された。このアカウントから投稿された動画は、本動画1本しか確認できない。
動画を撮影したラピツキーは当時デラウェア大学で化学工学の博士課程に在籍していて、撮影当日はアメリカ化学会の会合に出席するためサンディエゴを訪れていた。カリムが当時サンディエゴに住んでいたため2人は会う約束をし、動物園で落ち合ったところ、園内の象舎の前でカリムがラピツキーにカメラ（ラピツキー曰く「何の変哲もないコンパクトカメラ」）を手渡し自分のことを撮るよう頼んだため、ラピツキーは動画を撮影した。ラピツキー自身は動画の意図、および何に使われるかをこの時全く知らず、単に動物園で友人の姿をビデオに収めただけであったが、1か月後にカリムからサイトのリンクが送られてきて初めて自分が果たした役割を知ったという。YouTube最初の動画の撮影者となったラピツキーは後に「自分自身が何に巻き込まれているのか全く知らなかった」と述べている。

## 更新
2013年にYouTubeがコメント投稿者全員にGoogle+のアカウントを持つことを必須にしたところ、カリムはこれに抗議した。その一環として、カリムは本動画の説明文を書き換え、動画内に2つのアノテーションを追加した。カリムによって説明文は「ここにはもうコメントを書き込むことはできない、なぜなら私はGoogle+のアカウントを持ちたくないからだ」と変更され、「jawed」のチャンネルには「動画にコメントするのに、どうしてGoogle+のアカウントが必要なんだ、おい？」という怒りのコメントが投稿された。
このYouTubeとGoogle+のアカウント統合についてはユーザーからも批判の声が上がり、YouTubeは2015年7月にGoogle+のアカウントの必須化をやめることを発表。2025年現在は動画の説明文も変更されている。

## 受容
『ロサンゼルス・タイムズ』は「YouTubeに投稿された最初の動画として、人々のメディアの消費の仕方を根本的に変える中で重要な役割を果たし、1分で見られる短編動画の黄金時代を築く手助けとなった」と述べた。『オブザーバー』は動画の質が「悪い (poor)」と評している。いっぽうソーシャルメディアマーケターのブレンダン・ガーン (Brendan Gahan) は『ビジネスインサイダー』の記事の中で「YouTubeの最初の動画が何とも奇をてらわない内容だということは驚くべきこと」「YouTubeの動画は趣向を凝らしたものである必要はなく、親しみやすいものであってよいという、いろいろな意味でYouTubeを象徴している動画。YouTube最初の動画は誰しもが創り出すことのできるものだったのだ」とコメントしている。
2015年にYouTubeが誕生10周年を記念して公開した動画『The A-Z of YouTube: Celebrating 10 Years』は、アルファベットのAからZの各文字で始まる言葉でYouTubeの10年間を振り返るという内容であったが、最後のZで始まる言葉は「Zoo」であり、本動画が取り上げられた。同年4月23日にはYouTubeのFacebookアカウントで本動画が「#TBT」のハッシュタグ付きで紹介され、一時的なバイラル動画となった。
本動画はデジタル世界における記念碑的な存在として、世界中の人たちが閲覧しコメント欄にコメントを残している。2025年6月現在、動画の再生回数は3.6億回を超え、コメント欄には1040万件以上のコメントが寄せられている。